# Dust Mohammad Herawi

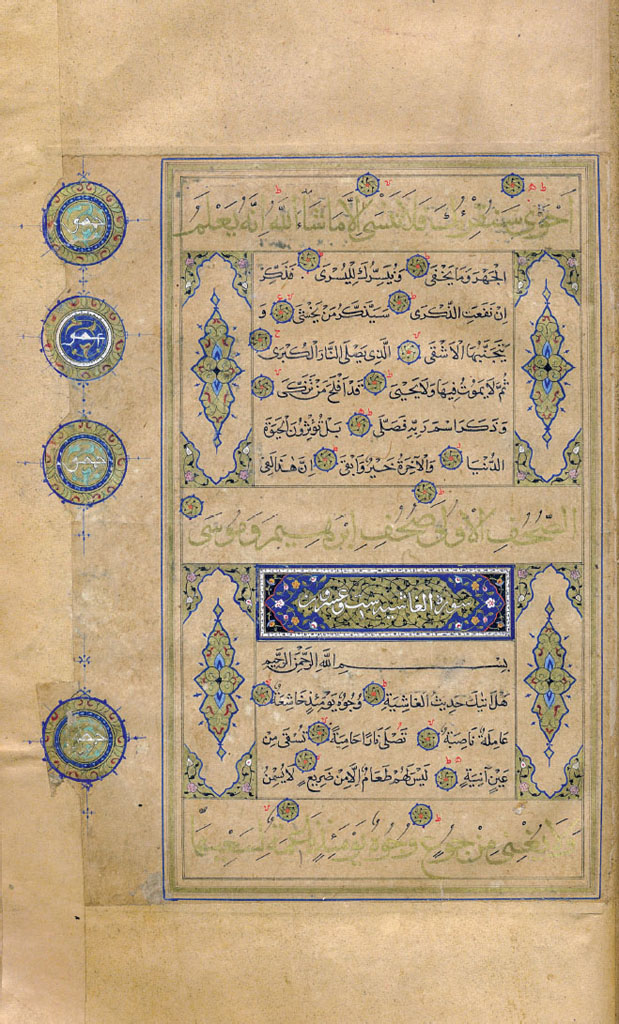
Strona z rękopisu Koranu przepisanego przez Dust Mohammada w Heracie, 1539/40. Biblioteka Islamskiego Zgromadzenia Konsultatywnego

Dust Mohammad-e Solejman Herawi, floruit 1511/12 – 1564 – irański kaligraf związany z dworem szacha Tahmaspa (1522–1576), znany przede wszystkim ze swojego wstępu do albumu (murakki) przygotowanego dla Bahrama Mirzy, który stanowi jedno z głównych źródeł na temat szesnastowiecznej sztuki książki.
Pochodził z Heratu, gdzie studiował kaligrafię pod kierunkiem Ghasema-e Szadiszaha. Jego najwcześniejsza sygnowana praca pochodzi z 1511/12 (Rosyjska Biblioteka Narodowa, ms. no. Dorn 147, fols. 37a and 37b). Ok. 1540 opuścił Herat i wstąpił na służbę u szacha Tahmaspa, której już nigdy nie opuścił. Był jedynym artystą którego Tahmasp pozostawił przy sobie, kiedy stopniowo zaczął dymisjonować pozostałych pozostających bezpośrednio w jego służbie. Jego ostatnie znane dzieło pochodzi z 1564. Niedługo później zmarł, prawdopodobnie w Kazwinie.
Chociaż za swojego życia był znany przede wszystkim jako kaligraf, to współcześnie kojarzy się go głównie z relacji o dawnych i współczesnych mu artystach stanowiącej wstęp do albumu (murakki) kaligrafii i malarstwa przygotowanego przezeń dla brata szacha Tahmaspa, Bahrama Mirzy. Obok Ogrodu Sztuki Kadi Ahmeda i Właściwości Artystów Mustafy Alego wstęp stanowi jedno z głównych źródeł na temat szesnastowiecznej sztuki książki. Sama murakka (obecnie Biblioteka Pałacu Topkapi, H. 2154), której kompilację Dust Mohammad ukończył w 1544, wydaje się być najwcześniejszym przykładem albumu ułożonego ze świadomie dobranych prac, nie zaś przypadkowego zestawienia kart. Chociaż mógł brać udział w ornamentacji lub innych aktywnościach związanych ze sztuką książki nie powinien być mylony ze swoim imiennikiem, malarzem Dust Mohammadem Mosawwerem.